# Canthon matthewsi
Canthon matthewsi là một loài bọ cánh cứng trong họ Bọ hung (Scarabaeidae).